# 하이가쿠라
하이가쿠라(ハイガクラ)는 다카야마 시노부가 쓰고 그린 일본 만화 시리즈다. 낱권책으로는 16권, 신장판으로는 10권까지 나왔다.

## 미디어

### 만화
다카야마 시노부가 집필하고 그림을 그린 하이가쿠라는 2008년 1월 16일부터 이치진샤의 코믹 제로섬 WARD 잡지에 연재를 시작했다. 2015년 5월 16일에 잡지 발행이 중단되었고 하이가쿠라는 나중에 제로섬 온라인 웹사이트로 이전되었다. 

### 애니메이션
애니메이션 TV 시리즈 각색은 2023년 8월 24일에 발표되었다. 이 시리즈는 타이푼 그래픽스에서 제작하고 야마모토 준이치가 감독하고 무라이 유가 시리즈 구성을 담당하고 사토 마사키가 캐릭터를 디자인하고 쿠리하라 유키가 음악을 작곡했다. 2024년 10월 7일부터 방영하고 있으나, 8화 이후 방영분은 퀄리티 유지를 위해 방송 및 송신분이 모두 무기한 연기되었다. 2025년 7월부터 방영 재개될 예정이다.